# 北郭園
北郭園，是台湾新竹市北門里北門街一帶一座已消失的中式園林，由清朝開臺進士鄭用錫於咸豐元年（1851年）所建，歷時四年完成。因為地理位置剛好位於當時竹塹城北門外，鄭用錫引李白《送友人》詩首句「青山橫北郭」將其命名為「北郭園」。當時一般人以「外公館」相稱；而位於竹塹城西門內，由林占梅所建之潛園，則稱之為「內公館」。兩園皆曾被誉为台灣四大名園或台灣五大名園之一。

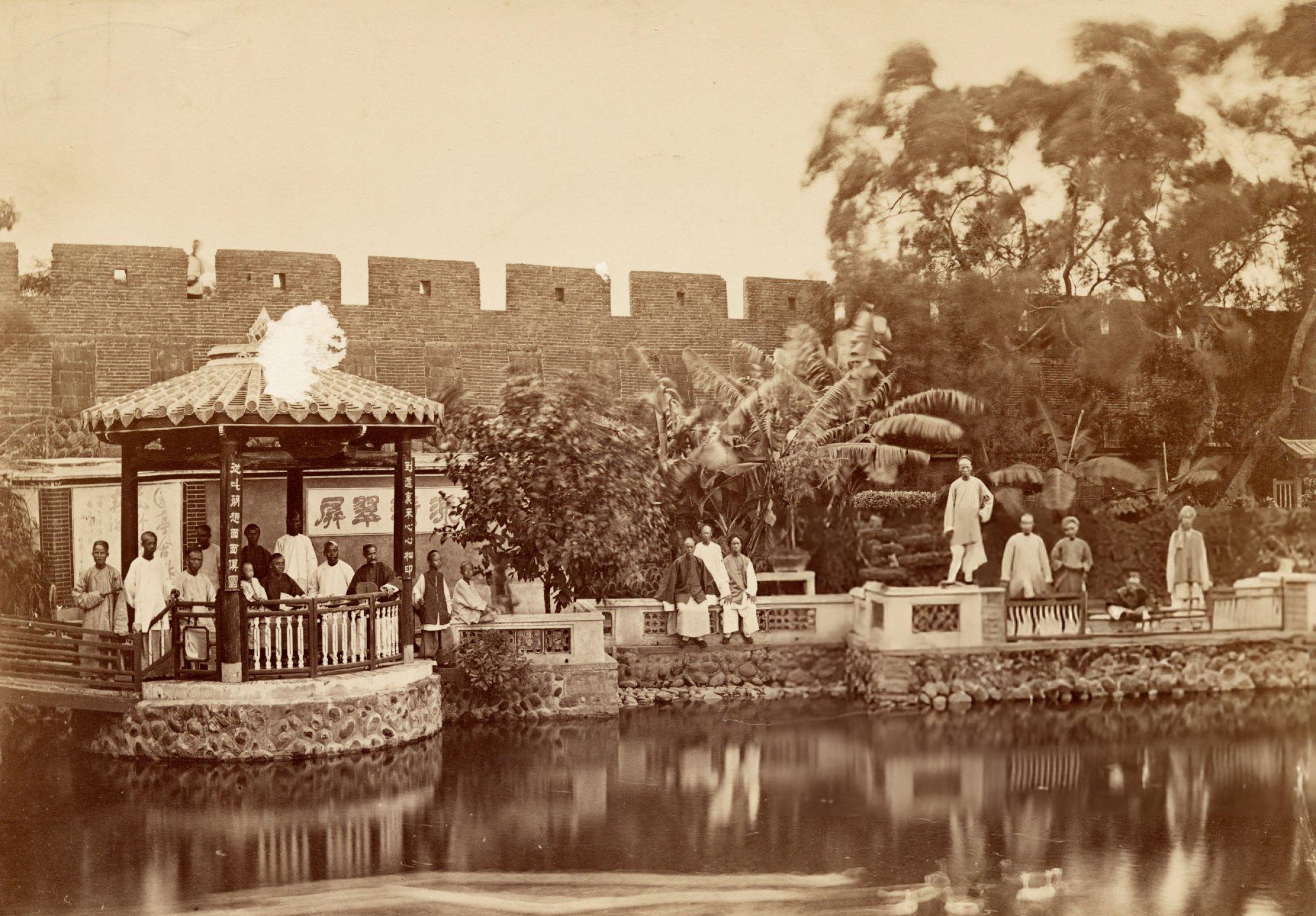
清代北郭園照片

## 歷史
北郭園位淡水廳城（竹塹城）外北側水田街，由開臺進士鄭用錫興建於清咸豐元年（1851年），內有小樓聽雨、歐亭鳴竹、陌田觀稼、浣花居、環翠山房、帶草堂諸景，耗費十餘萬兩。
日治時期改正道路，為修建連接新竹驛－東門－新竹州廳－新竹機場的驛前大道，拆除竹塹城北門及周圍城牆及北郭園內大部建物景觀，其後又於驛前大道臨路兩旁區域將原有建物改建成店鋪使用。二戰期間，又有所存部分建物毀於美軍轟炸。
至1978年時，僅存建園者鄭用錫親書「北郭園」園門及其周圍小段圍牆、嫁雲別墅、橫青山室等部分建物。至1990年時被完全拆除，成為台灣四大名園或台灣五大名園中最早消失的園林。
目前由後人推動新竹地區的藝文相關組織稱為北郭園家族，包括竹塹國樂節、金鐘、金曲、金馬三金典禮，與中華民國文化部密切合作。

## 園內概況
大門上方有鄭用錫親書「北郭園」三字, 兩旁銘刻對聯一副：「半面郛城數畝田，一灣畦水千竿竹。」入園處有時鐘樓一座，其餘建物包含有：孫芝斯室、挹香亭、小壺天、橫青山室、濺江小徑、屜中踏和、稼雲別墅、渡青橋、聽春樓、八角樓、偏遠堂等。

## 北郭八景
鄭用錫自題七言古詩一首，名曰《北郭園新成八景答諸君作》：「小樓聽雨足登臨，曉亭春望堪遊憩，蓮池泛舟荷作裳，石橋垂釣香投餌，深院讀書一片聲，曲檻看花三月媚，小山叢竹列篔簹，陌田觀稼占禾穗」。
同時也用詩中八景:「小樓聽雨、曉亭春望、蓮池泛舟、石橋垂釣、小山叢竹、深院讀書、曲檻看花、陌田觀稼」為名，各寫了一首五言絕句。
- 小樓聽雨：南樓憑几坐，過雨又瀟瀟。有味青燈夜，為予破寂寥。
- 曉亭春望：閒立此孤亭，春光到眼青。東南山最好，金碧列圍屏。
- 蓮池泛舟：鼓楫正中流，蓮塘泛小舟。連城橋下過，四面芰荷浮。
- 石橋垂釣：且理釣魚絲，石橋獨坐時。一竿遺世慮，最愛夕陽遲。
- 小山叢竹：有山兼有竹，宜夏亦宜秋。絕似篔簹谷，新封千戶侯。
- 深院讀書：逍遙深院裡，一片讀書聲，金石開環堵，應推福地名。
- 曲檻看花：新築闢蒿萊，名花倚檻栽。迎年長有菊，羯鼓不須催。
- 陌田觀稼：好雨平疇足，門前似罫棋。繪來台笠好，一一聚東菑。

## 北郭煙雨
「北郭煙雨」是北郭園景致的美稱。與潛園的「潛園探梅」同時並列當時「竹塹八景」。由鄭鵬雲、曾逢辰纂輯的《新竹縣志初稿·卷六·文徵》中收錄有多位詩人多首以「北郭煙雨」為題所創作的詩句。文徵內收錄的第一首詩句即為鄭鵬雲自己所作〈北郭煙雨〉：

半村半郭日閒遊，一抹山光眼底收。煙景模糊池畔柳，雨聲點滴水邊樓。披圖學畫懷摩詰，欹枕開廳記陸遊。絕愛名園時憩息，宜春宜夏又宜秋。

鄭如蘭於其所著《偏遠堂吟草》中留有一首〈北郭煙雨〉」：

釀花時節雨煙籠，濃綠深青襯淺紅。觀稼水田驚鷺起，杖藜人立畫圖中。

## 北郭園詩社
咸豐七年（1857年），鄭用錫長孫鄭景南邀請詩友7名，成立「斯盛社」於北郭園內，並敦請鄭用錫主持。光緒初年，鄭如蘭成立「北郭園詩社」。

## 北郭園相關作品
- 李澤藩留有北郭園相關畫作：《舊家（北郭園門前的回憶）》、《北郭園門樓》、《郭園小亭》、《北郭園客廳》、《北郭園小池（一）》、《北郭園小池（二）》等。[14]
- 李乾朗考據出蓮池泛舟、小山叢竹位置，並與園門、陌田觀稼（稼雲別墅）、橫青山室合繪成平面圖及斜角透視圖。[15]

## 外部連結
- 住宅與庭園（四）北郭園[永久]
- 新竹八景(古)：全淡八景、新竹八景（页面存档备份，存于）
- 穿梭竹塹200年 縱覽新竹十景 的電子書[永久]
- 李澤藩彩筆下的竹塹史蹟名勝
- 住宅與庭園（四）北郭園中有北郭園烏瞰圖、北郭園大門、北郭園內之挹香亭、渡青橋及濺江小徑等圖片